# Texcaltitlán
Texcaltitlán est une municipalité de l'État de Mexico, au Mexique. Elle couvre une superficie de 142,45 km2 et compte 94 198 habitants en 2015.